# Aarne Antti Koskinen
Aarne Antti Koskinen, född 7 april 1915 i Helsingfors, död där 2 december 1982, var en finländsk etnolog.
Koskinen avlade filosofie doktorsexamen 1953. Han var 1962–1973 docent vid Helsingfors universitet och 1973–1982 personlig e.o. professor i allmän etnologi.
Koskinens intresse för Stillahavsregionen väcktes i unga år, och hela hans liv präglades av forskningsresor till främst Polynesien. Hans avhandling från 1953 bar rubriken Missionary influence as a political factor in the Pacific Islands och handlade om kulturmöten. Han strävade efter att inte enbart utöva fältforskning, utan ville närma sig befolkningen ur ett holistiskt perspektiv. Detta framkommer bl.a. i det vetenskapliga arbetet Ariki, the first born (1960), som behandlar den polynesiska samhällsstrukturen. Han ägnade sig även åt polynesiska ortnamn och kulturepoker, vilket resulterade i verket Place name types and cultural sequence in Polynesia (1973). Han fick den samoiska hövdingatiteln Tui Finilani 1971, som ett bevis på att Stillahavsbefolkningen respekterade hans livsverk.